# Gueorgui Ivanov
Gueorgui Vladimirovitch Ivanov (russe : Георгий Владимирович Иванов, transcription Georgij Vladimirovič Ivánov), né le 10 novembre 1894 à Puke, dans le gouvernement de Kowno, alors dans l'Empire russe et aujourd'hui en Lituanie, mort le 26 août 1958 à Hyères, dans le département du Var, en France, est un poète, écrivain, publiciste, critique et traducteur russe. Il est considéré comme un des plus importants poètes de l'émigration russe et comme un des premiers existentialistes de la littérature russe. 

## Biographie
L'écrivain et critique russe Andreï Arev est l'auteur de l'ouvrage Vie de Gueorgui Ivanov, récit documentaire

## Mémoire
Un centre de gériatrie à Hyères (ville où il est mort) porte son nom.

## Éditions
- Georgy Ivanov, On the Border of Snow and Melt: Selected Poems. Traduction et notes de Jerome Katsell et Stanislav Shvabrin, Introduction par Stanislav Shvabrin, Santa Monica, : Perceval Press, 2011, édition bilingue russe-anglais, 532 pages.  (ISBN 978-0-9774869-4-6)